# Division de forteresse Kreta
La  Division de forteresse Kreta  (en allemand : Festungs-Division Kreta) est une des divisions d'infanterie de la Wehrmacht durant la Seconde Guerre mondiale.

## Création
La Festungs-Division Kreta est formée le 10 janvier 1942 à partir de la 164. Infanterie-Division.
Elle est renommée 164. leichte Afrika Division le 15 août 1942 avec les éléments de la Festungs-Brigade Kreta qui n'ont pas été envoyés en Afrique.

## Organisation

### Commandants
| Date                               | Grade           | Commandant           |
| ---------------------------------- | --------------- | -------------------- |
| 1er janvier 1942 - 18 juillet 1942 | Generalleutnant | Josef Folttmann (de) |

## Théâtres d'opérations
- Crète : janvier 1942 - juillet 1942

## Ordres de bataille
- Infanterie-Regiment 382
- Infanterie-Regiment 433
- Infanterie-Regiment 440
- Artillerie-Regiment 220